# Alberto Gollini
Alberto Gollini (Bologna, 24 maggio 1942 – Genova, 11 maggio 2017) è stato un architetto italiano.

## Biografia
Alberto Gollini nasce a Bologna il 24 maggio 1942 e si laurea nel 1969 presso l’Istituto Universitario di Architettura di Venezia (IUAV) presentando una proposta progettuale per l’Area Centrale di Milano; tesi pubblicata l’anno seguente sul n. 7 della rivista Lotus.
All’inizio degli anni Settanta si trasferisce a vivere a Genova dove apre il suo studio di architettura. 
Fra le esperienze di insegnamento, si ricordano il corso di restauro promosso da Regione Liguria presso l’Accademia Ligustica di Belle Arti (1975-’76) e il corso di Progettazione Architettonica tenuto presso la Facoltà di Architettura dell’Università degli Studi di Genova (1994-‘97).
Nel 1976 progetta quattro case per vacanze a Cogoleto, in provincia di Genova. Le unità residenziali, costruite su terrazzamenti sulla collina prospiciente al mare di Cogoleto, sono state progettate con volumi netti, squadrati e simmetrici di calcestruzzo che rimandano ad uno stile essenziale e rigoroso che ricorda il Movimento Moderno. 
Nei primi anni Ottanta si dedica ad alcuni progetti di riqualificazione architettonica commissionati dall’Azienda Mobilità e Trasporti (AMT) di Genova. Di particolare interesse risulta l’organizzazione degli uffici AMT di via Montaldo collegati alla mensa del personale sita in via Bobbio con una passerella coperta sopraelevata che ricorda quella che verrà progettata da Piero Gambacciani agli inizi degli anni Novanta come collegamento tra corso Buenos Aires e via Luigi Cadorna a Genova.
Nel 1985, per l’AMT, realizza anche il progetto di ristrutturazione dell’ascensore di collegamento tra Corso Andrea Podestà e Via XX Settembre.
Collabora con Franz Prati in diversi progetti. Fra questi, si pensi a titolo d’esempio a due progetti pubblicati su Casabella nel 1977: la ristrutturazione di capannoni industriali di Voltri (1976) e il progetto per la riorganizzazione della piazza di Bagnara Calabra (1977), quest’ultimo realizzato insieme a Giovanni Morabito.
Fra i concorsi ai quali Gollini ha partecipato, ricordiamo quello internazionale aperto ad architetti europei e israeliani indetto dal Comune di Carpi nel 1988 per il recupero dell’ex campo di concentramento di Fossoli (Campo di Fossoli). Il bando, che non vide una realizzazione effettiva, prevedeva la creazione di un ampio parco pubblico e di un museo a perenne ricordo delle vittime dei campi di concentramento.
Alberto Gollini muore a Genova l'11 maggio 2017.

## Archivio
Il Fondo Alberto Gollini è conservato presso l'Archivio di Architettura della Biblioteca Politecnica dell'Università degli Studi di Genova.

### Approfondimenti
- C. Celli, [et.al.], Alcuni interventi Iacp, in Casabella, n. 437, 1978,  pp. 46-47.

- R. Airoldi e C. Guenzi, Ente pubblico, didattica e orientamenti progettuali, in Casabella, n. 447/448, 1979,  pp. 42-43.

- E. Buonaccorsi e C. Guenzi, Il decentramento teatrale, in Indice per i beni culturali del territorio ligure, n. 14, 1979,  pp. 8-12.

- A. Sotgia (a cura di), Concorso per la realizzazione di una piazza nell’area dell’ex panificio militare di Ancona. Catalogo dei progetti, Roma, Staderini, 1979,  p. 62.

- F. Moschini (a cura di), Alberto Gollini, Franz Prati. Riuso e progetto, Firenze, Centro Di, 1980.

- A. Gollini, B. De Batté, G. Santinolli, Disegni di architettura, Genova, Assessorato alla cultura del Comune, 1982.

- E. Bona e B. De Batté (a cura di), Segni deboli e forti, in Spazio e società, n. 7, 1987,  p. 88.

- Disegni di architettura al Mascherona, Genova, Galleria Mascherona, 1992.

- A. Manfredini, Complesso residenziale a Cogoleto, in Questioni di progettazione architettonica, Firenze, Alinea, 2000.

- L. Lagomarsino (a cura di), Cento anni di architetture a Genova 1890-2004, Genova, De Ferrari, 2004,  p. 166, ISBN 9788871726007.

- M. Moriconi e F. Rosadini, Genova 900. L’architettura del movimento moderno, Torino, Testo & immagine, 2004,  pp. 39 e 62, ISBN 9788883821264.

- L. Sturolo (a cura di), Alberto Gollini disegni per l’architettura, Genova, Artrè Gallery Bruna Solinas, stampato in proprio, 2014.

- A. Milan, Agostino Magnaghi architetto. Cinque progetti scelti e cinquant'anni d'architettura, Padova, Cleup, 2016,  p. 238, ISBN 9788867875474.

- G. Franco e S. F. Musso, Architetture in Liguria dopo il 1945, Genova, De Ferrari, 2016,  pp. 138 e 183, ISBN 9788864057989.

- L. Sturolo e C. Andriani (a cura di), Visioni per Genova. Disegni di grandi architetti, il racconto di una mostra, Genova, Liberodiscrivere, 2017,  pp. 13, 50-53, ISBN 9788893390392.